# 呂家聲宅
24°56′06″N 121°04′58″E / 24.935112°N 121.082894°E
呂家聲宅，地方稱鑊嫲篤，是位於臺灣桃園市楊梅區富岡里富岡老街的巴洛克洋宅，1929年隨富岡車站設立而建。

## 建立原因

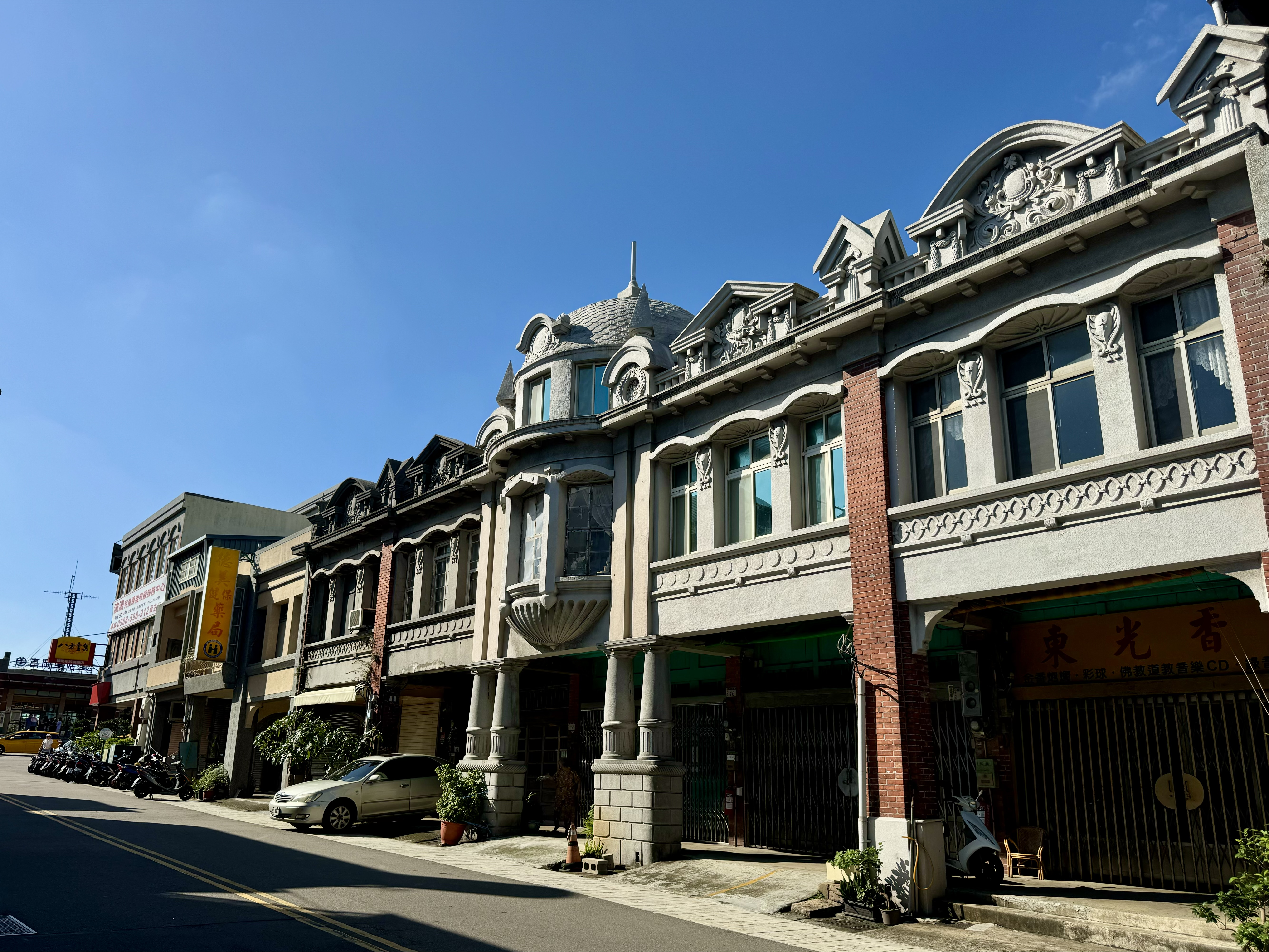
富岡車站與呂家聲宅

1929年，富岡設立伯公岡車站（富岡車站），因作為楊梅、新屋、觀音穀物的集中轉運、加工處，地方便逐漸發展形成市集。事先購買此處農田、時任楊梅壢區長的呂家聲因此致富，遂在車站附近興建洋宅。呂家聲請來住在楊梅街的郭福設計，仿效大溪老街建成商行，1931年完工，建造兩年半來耗資數千石米穀。

## 建築特色
呂家聲宅今址在中正路12號到20號，離富岡車站約300公尺。外觀為一式五開間的街屋，屋頂硬山擱檁兩落水，牆面灰黃雙色洗石子，結構清水紅磚，立面洗石子開模印花裝飾。正門立雙柱式羅馬列柱，並以洗石子仿木造收頭與鐵螺栓。
客廳在二樓，呈外圓凸狀，外凸窗戶便於觀景，窗框特別設計成扇貝造型。窿頂為拜占庭式，裝置方尖錐。左右屋頂為山形女兒牆，牆面有寓意多子多孫及豐收的桃子與稻穗雕刻，加以橢圓勳牌飾裝。
呂家聲宅最特別的是圓頂像是鍋蓋，遂以客家語稱「鑊嫲篤」、「鑊麻督」。當地的文史工作者黃厚源表示，該建物係按照當時流行的巴洛克式興建，具歐洲文藝復興特色，不論是屋頂、騎樓樓柱、窗框等，堪與大溪的老建物媲美。

## 文資保護
2001年中華民國各縣市歷史建築十景票選期間，呂家聲宅在桃園縣歷史建築十景票選為第10名，第二階段歷史建築百景中選。
黃厚源想促使呂宅列為古蹟，受居住在呂家聲宅的陶瑞坤、梁少芳夫婦支持，但2001年6月11日遭呂家呂學光等集體反對。之後在此宅開設東光香舖的呂克修表示，呂家已達成全力保存的共識。